# Dives (rzeka)
Dives  – rzeka w północnej Francji w regionie Normandia, o długości 105 km, uchodząca do kanału La Manche nieopodal Cabourg.